# Synpalamides
Synpalamides is een geslacht van vlinders van de familie Castniidae, uit de onderfamilie Castniinae.

## Soorten
- S. chelone (Hopffer, 1856)
- S. escalantei (J.Y. Miller, 1976)
- S. orestes (Walker, 1854)
- S. phalaris (Fabricius, 1793)
- S. rubrophalaris (Houlbert, 1917)